# Castelnau (urbanismo)
Castelnau (del latín castellum novum) es un pueblo o villa fundada durante la Edad Media en el Mediodía francés, en las cercanías de un castillo.
Se trata de un término occitano (Càstelnau) que significa castillo nuevo. Tales castillos datan del siglo XI y XII llamados en la zona como «Châteauneuf», «Castets» etc., fueron originalmente poblados creados por un señor feudal en la zona dependiente de un castillo, para oponerse al movimiento de los sauvetés. Las ciudades de Muret, Auvilar, Mugron, Pau tienen como origen los castelnaux. En Gascuña, el nombre de Castelnau se completa por un nombre del feudo: Castelnau-Magnoac, Castelnau-Barbarens, etc.